# Serbia en los Juegos Olímpicos de Pekín 2008
Serbia estuvo representada en los Juegos Olímpicos de Pekín 2008 por un total de 87 deportistas que compitieron en 11 deportes.  
La portadora de la bandera en la ceremonia de apertura fue la tiradora Jasna Šekarić.

## Medallistas
El equipo olímpico serbio obtuvo las siguientes medallas:
| Nombre        | Deporte   | Competición      |
| ------------- | --------- | ---------------- |
| Oro           |           |                  |
| —             |           |                  |
| Plata         |           |                  |
| Milorad Čavić | Natación  | 100 m mariposa M |
| Bronce        |           |                  |
| Novak Đoković | Tenis     | Individual M     |
| Equipo        | Waterpolo | Torneo M         |